# Lucien Delaigle
Lucien Delaigle (31 maart 2004) is een Burundees-Belgisch voetballer die in het seizoen 2024/25 door RWDM wordt uitgeleend aan FC Ganshoren.

## Clubcarrière
Delaigle startte zijn jeugdopleiding in Etterbeek, waar hij werd opgepikt door RSC Anderlecht. Via FCV Dender EH, Eendracht Aalst en KSC Lokeren belandde hij bij KAA Gent. Toen zijn avontuur bij Gent erop zat, onderhield Delaigle een tijdje zijn conditie bij KV Eendracht Winnik. In 2023 sloot hij zich aan bij RWDM, waar hij in het begin van het seizoen 2023/24 even met het eerste elftal meetrainde. Uiteindelijk speelde hij dat seizoen bij de beloften van de Molenbeekse eersteklasser.
Delaigle werd door Yannick Ferrera betrokken bij de voorbereiding van de A-kern op het seizoen 2024/25, en mocht zelfs mee op zomerstage naar Wageningen. De club leende hem voor dat seizoen evenwel uit aan FC Ganshoren.

## Interlandcarrière
Op 22 maart 2024 maakte Delaigle zijn interlanddebuut voor Burundi: bondscoach Etienne Ndayiragije liet hem starten in de vriendschappelijke interland tegen Madagaskar. In diezelfde interland maakte met Mattéo Nkurunziza nog een andere speler van de RWDM-beloften zijn interlanddebuut voor Burundi.
| Interlands van Lucien Delaigle | Interlands van Lucien Delaigle | Interlands van Lucien Delaigle | Interlands van Lucien Delaigle | Interlands van Lucien Delaigle | Interlands van Lucien Delaigle | Interlands van Lucien Delaigle |
| No.                            | Datum                          | Wedstrijd                      | Uitslag                        | Soort Wedstrijd                | Doelpunten                     |                                |
| Als speler bij RWDM            | Als speler bij RWDM            | Als speler bij RWDM            | Als speler bij RWDM            | Als speler bij RWDM            | Als speler bij RWDM            | Als speler bij RWDM            |
| ------------------------------ | ------------------------------ | ------------------------------ | ------------------------------ | ------------------------------ | ------------------------------ | ------------------------------ |
| 1.                             | 22 maart 2024                  | Madagaskar – Burundi           | 1 – 0                          | Vriendschappelijk              | -                              |                                |
| 2.                             | 25 maart 2024                  | Burundi – Botswana             | 0 – 0                          | Vriendschappelijk              | -                              |                                |
| Totaal                         | Totaal                         | Totaal                         | Totaal                         | Totaal                         | -                              |                                |

Bijgewerkt tot 23 mei 2024
1 Lathouwers ·
3 Halilou ·
4 Doudaev ·
5 De Sart ·
6 Halifa ·
7 Montes ·
8 Abe ·
9 Parzyszek ·
10 Robail ·
11 Ziani ·
15 Laâziri ·
17 Barry ·
20 Poku ·
21 Marsoni ·
22 Soelle Soelle ·
23 Del Piage ·
26 Kestens ·
28 Hubert ·
29 Maurer ·
30 Baghli ·
31 Dodeigne ·
43 Sousa ·
49 Sapata ·
51 Preijs ·
53 Messad-Kouchiche ·
60 Awudu ·
70 Nkurunziza ·
77 Biron ·
83 Lemmens ·
84 El Arouch ·
99 Benjdida ·
Coach: Ferrera
· Assistent-coach: Baherlé
· Assistent-coach: De Camargo